# Biblioteques municipals de Palma

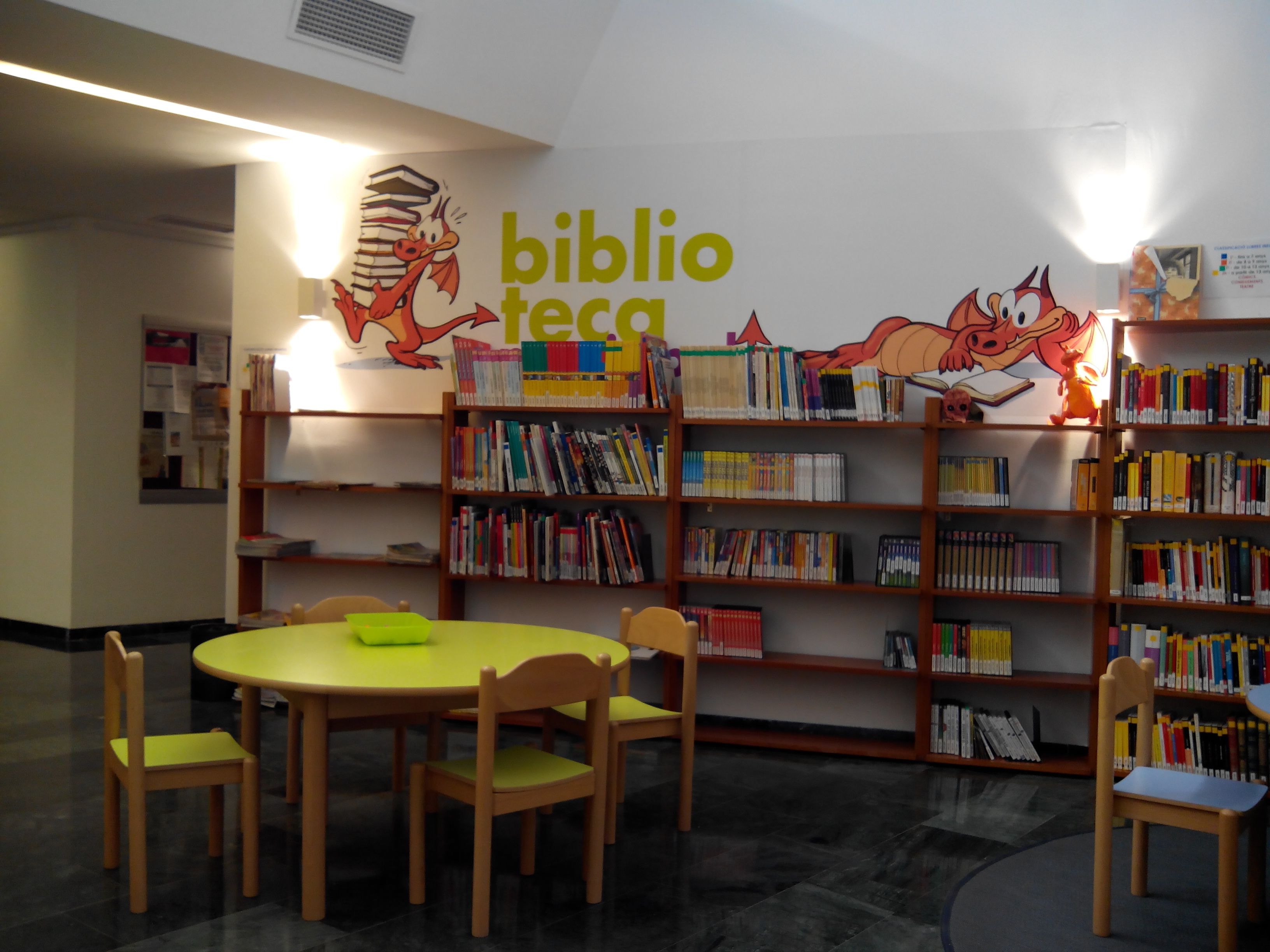
Zona de lectura infantil i juvenil a la biblioteca del Casal de Barri Joan Alcover

Les Biblioteques municipals de Palma són el conjunt de 20 biblioteques que depenen de l'Ajuntament de Palma. La més important és la Biblioteca de Cort, que té la seu als baixos de l'ajuntament de Palma, a la plaça de Cort.
L'any 2014 s'inicia un procediment d'externalització de les dues biblioteques més noves i amb equipaments més recents (ja n'hi havia 5 que es gestionaven d'aquesta manera), fet que generà una forta controvèrsia i malestar tant a nivell del personal com en l'àmbit polític. Tot i les protestes, en 2015 es duu a terme el canvi de gestió, que en 2019 encara es manté.
La xarxa compta amb dos tipus de biblioteques: les de barri i les de zona. Les primeres tenen una capacitat i serveis més reduïda, mentre que les segones 
són més grans i tenen uns horaris més amplis (horari ininterromput de matí i tarda, obren els dissabtes al matí...), així com una major oferta de fons i serveis i la funció de biblioteques de referència de les de barri. La biblioteca més antiga de la xarxa és la de Biblioteca de Cort, inaugurada en 1935 i la primera biblioteca pública de la ciutat. Per altra banda, la més recent és la Biblioteca infantil de Nou Llevant, que s'inaugura l'any 2019. Els seus serveis s'orienten a la població infantil i juvenil (3 a 12 anys).
Les biblioteques es troben repartides per totes les barriades de Palma: Biblioteca de Cort (a l'Ajuntament), Coll d'en Rabassa, Gènova, Indioteria, Biblioteca infantil de Nou Llevant, Joan Alcover, S'Escorxador (que pren el nom de Josep Maria Llompart), El Molinar, L'Olivar, Rafal Vell, Zona Instituts (a l'edifici Ramon Llull), Sant Jordi, Santa Catalina, Son Cànaves, Son Cladera, Son Ferriol, Son Forteza, Son Gotleu, Son Rapinya, Son Sardina i Son Ximelis. Amb el temps, algunes barriades han perdut la seva biblioteca municipal, bé per tancament, bé per la seva reubicació. Les biblioteques que han tancat de manera permanent són les d'Establiments, L'Arenal i d'El Terreno.